# Bohuslav Taraba
Bohuslav Taraba (22. listopadu 1894 Sedlčany – 18. září 1978 Poprad) byl český skladatel, malíř, hudební spisovatel a vydavatel.

## Život
Vystudoval učitelský ústav v Poličce a v Praze. Stal se učitelem na škole v Praze-Dejvicích. Hudbu studoval soukromě u Josefa Bohuslava Foerstera a stal se jeho sekretářem. Po Foersterově smrti byl pověřen uspořádáním jeho rukopisné pozůstalosti.
Byl činný také literárně. Ve svém literárním díle se zaměřil zejména na život a dílo Josefa Bohuslava Foerstera. Napsal i studii o Bedřichu Smetanovi Genius. Přispíval do různých časopisů a založil a řídil hudební edici Odkaz. Byl také jedním ze zakladatelů edice České hudební společnosti. Zabýval se i výtvarným uměním. Byl autorem řady krajinomaleb. V roce 1937 vystavoval na pražské výstavě Čeští hudebníci jako výtvarníci. V jeho práci s ním úzce spolupracovala i manželka Milada, rozená Jelínková, bývala koncertní pěvkyně. Rovněž ona byla velkou propagátorkou díla Josefa Bohuslava Foerstera. Společně napsali vzpomínkovou knihu Naše společná cesta 1914-1967.
Osobní fond skladatele z let 1920–1970 v rozsahu sedmi kartónů je uložen v Památníku národního písemnictví.

## Dílo

### Jevištní díla
- Kain (pantomima. 1923)
- Život malíře Petra (opera, 1945)

### Kantáty
- Slovensku (na texty lidové poezie, 1934)
- Jánošík (na texty lidové poezie, 1949)
- Na koně vzhůru (slova Vilém Závada, 1950)
- Jdem po tvých stopách, Poutníku. (Památce J. B. Foerstera, slova Josef Hora, 1952)

### Melodramy
- Písně noci (text Otokar Fischer, 1913)
- Zpěvy a rozluky (text Walt Whitman, 1923)
- Balada o Juraji Čupovi (text Karel Čapek, 1930)
- Rieka–vražednica (text vlastní, 1937)
- Pohřeb (text Fráňa Šrámek, 1939)
- Pět novoročních povídek (text Jiří Valja, 1939)
- Jan Zoula s Ostředka (text Eduard Bass, 1954)
- Reportáž Karla Čapka z 21. 9. 1937 (1955)
- Nálet (1956)
- Malá Jana z Arcu (text Mark Twain, 1956)

### Klavírní skladby
- Jinochova tajemství (1915)
- Zrání (1915)
- Očišťování (1920)
- Vánoční ukolébavky roku 1938
- Za mrtvou (1940)

### Komorní skladby
- Sentimentální preludium (1918)
- Tři meditace pro 10 nástrojů (1922)
- 30 taktů pro flétnu Mistra Františka Bílka (1941)
- Meditace o domově (nonet, 1942)
- Hudba pro smyčcové kvarteto (dvoje housle a viola, 1946)
- Halali pro 4 lesní rohy (1947)
- CB, skladby pro flétnu Cyrila Boudy (1949)
- Hudba pro domov (1951)
- V pablescích šestnácti strun (smyčcový kvartet, 1955)

### Orchestrální skladby
- 1. symfonie (1920)
- Preludium (1920)
- 2. symfonie (1922)
- Proměny (1922)
- Ukolébavka (1947)
- Život hudebního motivu (suita, 1948)

Kromě toho zkomponoval množství písní, písňových cyklů a sborů.

### Literární dílo
- Bohuslav Taraba, autobiografie ve zkratce. Praha, B. Taraba, 1961
- Génius. Praha, 1920
- Lvem i holubicí: stati o hudbě. Praha, František Borový, 1925
- Naše společná cesta 1914-1967. Praha, 1972